# The Gamblers (film 1912)
The Gamblers è un cortometraggio muto del 1912. Il nome del regista non viene riportato nei credit del film che si basa su un lavoro teatrale di Charles Klein.

## Trama
La ricca e influente signora Travers vuole sposare a tutti i costi Arthur Ingraham, un diplomatico in carriera. L'uomo, però, respinge tutte le avances della donna, perché è innamorato della giovane Beatrice. Per disfarsi della pericolosa rivale, la signora Travers finge di diventare amica della ragazza: dopo averla introdotta nel suo gruppo esclusivo e averla invitata a casa sua, la fa giocare, inducendola a perdere una grossa somma. Beatrice, che non è di grandi mezzi, deve ricorrere a lei per pagare il debito. All'inizio, la Travers rassicura Beatrice, dicendole che potrà saldare il debito con comodo, ma poi, quando la ragazza le chiede ancora del tempo per assolvere al suo obbligo, sfodera gli artigli, ingiungendole di pagare o, in alternativa, di lasciare il fidanzato. Spaventata, Beatrice rompe il fidanzamento con Arthur. Questi, però, quasi subito sospetta qualche manovra e quando sente una telefonata della signora Travers, mette alle strette Beatrice, che confessa di essersi comportata così a causa di un debito di gioco. Pagato il debito della fidanzata, Arthur manifesta tutto il suo disprezzo per la signora Travers. Lei, pentita per aver perso anche l'amicizia dell'uomo che ama, lascia finalmente in pace i due giovani che hanno ritrovato l'amore.

## Produzione
Il film fu prodotto dalla Vitagraph Company of America.

## Distribuzione
Distribuito dalla General Film Company, il film - un cortometraggio in una bobina - uscì nelle sale cinematografiche statunitensi il 22 giugno 1912. Nel Regno Unito, venne distribuito il 21 settembre 1912.